# Margrethe Reedtz
Margrethe Frederiksdatter Reedtz, gift Sehested (ca. 1618 – 1693) var en dansk adelsdame og godsejer, søster til Tønne Reedtz.
Hun var datter af Birgitte Brahe og rigsråd Frederik Reedtz.

## Godsejer
Hun blev gift i Viborg den 25. september 1640 med Malte Clausen Sehested, som ejede hovedgårdene Boller og Rydhave. Margrethe Reedtz var en dygtig administrator af Rydhave, og det var også en nødvendighed, da hendes mand var væk det meste af tiden, idet han var i militæret. Efter hendes mands død i 1661 blev hun en meget velhavende dame og ejede fra 1661 Rydhave, fra 1662 Vinderup Hovgård, Skodborghus Slot, Øllufgård og Estrup i Malt herred og fra 1685 Blidstrup.
I tingbøgerne for Hjerm-Ginding herredsting, hvorunder Rydhave hørte, nævnes fru Margrethe Reedtz sidste gang levende den 28. oktober 1692. Herefter nævnes hun fra 27. oktober 1693 som sønnen oberst Jens Sehesteds "salig moder", efter hvem han er tilfalden en arvepart.
Sønnen Claus Maltesen Sehested skyldte ved hendes død penge til sin broder Frederik Sehested, og sidstnævnte lod efter Margrethes død gøre arrest udi sin broders tilfaldne arvelod så han dermed kunne nyde sin betaling. Dette ses blandt andet i et brev dateret 14. december 1693 fra Frederik Sehested til sin "kære broder" Claus Maltesen Sehested, læst på Hjerm-Ginding herredsting den 12. januar 1694.
Hun er begravet i Viborg Domkirke.

## Margrethe Reedtz' skole
i 1684 oprettede hun en skole for fæstebøndernes børn, hvilket var ganske uhørt, og til driften af skolen skænkede hun 200 rigsdaler og det årlige udbytte fra en af sine gårde i Ryde. Endvidere betalte hun lærerlønnen, der udgjorde 20 sletdaler.

## Børn
født 10 børn. men 4 døde tidligt.
- Claus Maltesen Sehested, 16. juli 1641 - efter 1695
- Sophie Maltesdatter Sehested, 10 Aug 1642 - 1706
- Birgitte Sophie Maltesdatter Sehested, 2 Marts 1644 - 22. okt. 1721
- Frederik Sehested 20. febr. 1645 - 1726
- Anne Cathrine Sehested, 22. febr. 1647 - efter 1723
- Steen Maltesen Sehested, 19. apr. 1648
- Steen Maltesen Sehested, 27. apr. 1649
- Christine Maltesdatter Sehested, 9. juni 1650
- Jens Sehested, 22. sept. 1651 - 16. maj 1730
- Lisbeth Maltesdatter Sehested,19 Okt 1652 - 1653